# Волейків
Воле́йків, ху́тір Вале́йка — історична місцевість у Києві. Розташована в Шевченківському районі, на схилі пагорба над залізницею між Авіаконструктора Ігоря Сікорського та Новоукраїнською вулицями. Прилягає до місцевостей Васильчики, Дехтярі та Сирець.

## Історія
Належав до т. зв. нових хуторів, на відміну від давніх, які були в оренді у власників ще до 1729 року. Старі хутори відрізнялися від нових тим, що власники могли їх викупити у міста, а нові здавалися за контрактами, і місто могло їх повернути назад; вони давали Києву прибуток у вигляді орендної плати. Земля хутора Волейка колись належала дворянину Волосевичу, 1821 року її купив чиновник Ковалевський, від нього вона дісталася княгині К. Кудашевій, від її спадкоємців перейшла до купця Яцунова, певний час земля належала Гербелю, а 1862 року — земля перейшла до купця, дворянина Вікентія Волейка (?—1889) — звідси й назва хутора. Спочатку він мав площу 6 десятин 30 кв. сажнів, з часом збільшився до 28 десятин 2380 кв. сажнів (будівлі, фруктовий сад, пасіка, город, сіножаті, понад 18 десятин лісу та чагарників), що давало власнику великий прибуток. В. Волейко утримував на Хрещатику власний магазин годинників та виробів із золота. Часом включення цієї місцевості до Києва слід вважати 1833 рік, коли імператором Миколою І було ухвалено межі міста, до якого ввійшли й хутори. 1913 року створено Товариство благоустрою селища на хуторі Волейка.
На початок ХХ століття сформувалася сучасна сітка вулиць (вулиці Жамбила Жабаєва, Степана Руданського), крім вулиць Новоукраїнської та Авіаконструктора Ігоря Сікорського, що виникли у 1930–40-і роки. Частина старої забудови колишнього хутора була ліквідована у 1970–80-і роки.
В 70-ті роки по вулиці Новоукраїнській споруджуються навчальні корпуси і гуртожитки Київського індустріального технікуму, починається висотна житлова забудова.